# Lenia Ruvalcaba
Lenia Fabiola Ruvalcaba Álvarez, née le 23 avril 1986 à Guadalajara, est une judokate malvoyante mexicaine. Elle concourt dans la catégorie des plus de 70 kg.

## Carrière
Lenia Ruvalcaba fait ses débuts chez les valides en 2003 en remportant une médaille de bronze aux Jeux d'Amérique centrale et des Caraïbes mais doit finalement se tourner vers les compétitions handisport à la demande de la fédération internationale. Sa déficience visuelle étant légère, elle est quand même autorisée à concourir dans les deux catégories : valides et handisport. Elle fait ses études à l'Université de Guadalajara.
Aux Jeux panaméricains de 2007, elle remporte l'or en plus de 70 kg.
Elle remporte une médaille d'argent aux Jeux paralympiques d'été de 2008 puis une médaille d'or aux Jeux paralympiques d'été de 2016. En 2012, aux Jeux olympiques de Londres, elle finit quatrième après sa défaite contre Nikolett Szabo (en).
Lors des Jeux panaméricains de 2011, elle se qualifie pour les épreuves avec les athlètes valides en même temps que pour le tournoi handisport. Quatre ans plus tard, aux Jeux panaméricains de 2015, elle remporte la médaille d'or.
En gagnant l'or à Rio, elle devient la première Mexicaine à gagner un tournoi de judo olympique ou paralympique.

## Palmarès

### Jeux paralympiques
- Jeux paralympiques d'été de 2008 à Pékin ( Chine) :
  -  médaille d'argent en plus de 70 kg
- Jeux paralympiques d'été de 2016 à Rio de Janeiro ( Brésil) :
  -  médaille d'or en plus de 70 kg
- Jeux paralympiques d'été de 2020 à Tokyo ( Japon) :
  -  médaille de bronze en moins de 70 kg

### Jeux panaméricains
- Jeux panaméricains de 2007 à Rio de Janeiro ( Brésil) :
  -  médaille d'or en plus de 70 kg
- Jeux panaméricains de 2015 à Toronto ( Canada) :
  -  médaille d'or en plus de 70 kg